# Liste de jeux vidéo open-source
 (novembre 2022).
La mise en forme du texte ne suit pas les recommandations de Wikipédia : il faut le « wikifier ».
Les points d'amélioration suivants sont les cas les plus fréquents. Le détail des points à revoir est peut-être précisé sur la page de discussion.
- Les titres sont pré-formatés par le logiciel. Ils ne sont ni en capitales, ni en gras.
- Le texte ne doit pas être écrit en capitales (les noms de famille non plus), ni en gras, ni en italique, ni en « petit »…
- Le gras n'est utilisé que pour surligner le titre de l'article dans l'introduction, une seule fois.
- L'italique est rarement utilisé : mots en langue étrangère, titres d'œuvres, noms de bateaux, etc.
- Les citations ne sont pas en italique mais en corps de texte normal. Elles sont entourées par des guillemets français : « et ».
- Les listes à puces sont à éviter, des paragraphes rédigés étant largement préférés. Les tableaux sont à réserver à la présentation de données structurées (résultats, etc.).
- Les appels de note de bas de page (petits chiffres en exposant, introduits par l'outil «  Source ») sont à placer entre la fin de phrase et le point final[comme ça].
- Les liens internes (vers d'autres articles de Wikipédia) sont à choisir avec parcimonie. Créez des liens vers des articles approfondissant le sujet. Les termes génériques sans rapport avec le sujet sont à éviter, ainsi que les répétitions de liens vers un même terme.
- Les liens externes sont à placer uniquement dans une section « Liens externes », à la fin de l'article. Ces liens sont à choisir avec parcimonie suivant les règles définies. Si un lien sert de source à l'article, son insertion dans le texte est à faire par les notes de bas de page.
- La présentation des références doit suivre les conventions bibliographiques. Il est recommandé d'utiliser les modèles {{Ouvrage}}, {{Chapitre}}, {{Article}}, {{Lien web}} et/ou {{Bibliographie}}. Le mode d'édition visuel peut mettre en forme automatiquement les références.
- Insérer une infobox (cadre d'informations à droite) n'est pas obligatoire pour parachever la mise en page.

Pour une aide détaillée, merci de consulter Aide:Wikification.
Si vous pensez que ces points ont été résolus, vous pouvez retirer ce bandeau et améliorer la mise en forme d'un autre article.
Cette liste regroupe des jeux vidéo open-source notoires. Ces jeux vidéo sont assemblés de et sont des logiciels open-source, incluant des jeux dans le domaine public avec du code-source sans copyright. Cette liste inclut aussi des jeux dont son moteur est open-source mais dont certaines données (tels que de l'art et de la musique) sont sous une licence plus restrictive.

## Moteur libre et données gratuites
Les jeux présents dans ce tableau sont développés sous une licence gratuite et open-source avec du contenu gratuit permettant la réutilisation, la modification et la redistribution commerciale du jeu en entier. Les licences peuvent être du domaine public, GPL, BSD, Creative Commons, zlib, MIT, Artistic License ou autre.
| Titre                           | Première version | Dernière version | Genre                              | Licence du moteur                                             | Licence du contenu                                      | Dimensions     | Autres informations |
| ------------------------------- | ---------------- | ---------------- | ---------------------------------- | ------------------------------------------------------------- | ------------------------------------------------------- | -------------- | --- |
| 0 A.D.                          | 2009             | 2022             | RTS                                | GPL-2.0-or-later                                              | CC BY-SA 3.0                                            | 3D             | RTS historique et multiplateforme, utilisant un moteur original nommé Pyrogenesis. Code-source sorti le 10 juillet. |
| 2048                            | 2014             | 2014             | Puzzle                             | MIT                                                           | MIT                                                     | 2D             | Un jeu de pousse-pousse. |
| A Dark Room (en)                | 2013             | 2013             | Jeu de rôle textuel en ligne       | Mozilla Public License                                        | Mozilla Public License                                  | Textuel        | En juillet 2013, le code source du jeu fut déposé sur GitHub sous la licence MPL 2.0. Il eut un succès commercial après la sortie du code source. |
| Abuse                           | 1996             | 2011             | Run and gun                        | Logiciel du domaine public                                    | Domaine public                                          | 2D             | |
| Argentum Online (en)            | 1999             | 2018             | MMORPG                             | GPL-3.0-or-later                                              | GPL-3.0-or-later                                        | 2D             | Premier MMORPG à avoir été développé en Argentine.[réf. nécessaire] |
| Armagetron                      | 2001             | 2020             | Course                             | GPL-2.0-or-later                                              | GPL-2.0-or-later                                        | 3D             | Un Jeu vidéo de course multijoueur 3D dans le style de Tron . |
| AstroMenace (en)                | 2007             | 2019             | Arcade                             | GPL-3.0-or-later                                              | GPL-3.0-or-later, CC BY-SA 4.0                          | 3D             | Un space shooter à défilement vertical. |
| Ballerburg (en)                 | 1987             | 2008 (ports)     | Jeu vidéo d'artillerie             | Logiciel du domaine public                                    | Domaine public                                          | 2D             | Le logiciel du domaine public est sur le site des auteurs avec le code source. Porté par la suite sur d'autres systèmes tels que Linux, MacOS, iOS, etc. |
| La Bataille Pour Wesnoth        | 2005             | 2022             | TBТ                                | GPL-2.0-or-later                                              | GPL-2.0-or-later, CC BY-SA 4.0                          | 2D             | Jeu de TBS avec des éléments de RPG. Inclut une mode campagne solo et des modes escarmouche ainsi qu'un mode multijoueur. |
| Biniax (en)                     | 2005             | 2012             | Puzzle                             | zlib                                                          | zlib                                                    | 2D             | |
| Bos Wars                        | 2004             | 2013             | RTS                                | GPL-2.0-or-later                                              | GPL-2.0-or-later                                        | 2D Isométrique | Jeu de stratégie 2D en temps réel exécuté sur une version modifiée du moteur Stratagus . |
| BZFlag                          | 1997             | 2022             | Tank FPS                           | LGPL-2.1-only et MPL-2.0                                      | LGPL-2.1-only et MPL-2.0                                | 3D             | Un jeu de tir à la première personne multijoueur en ligne en 3D avec des tanks. |
| C-Dogs (en)                     | 2002             | 2021             | Run and gun                        | Logiciel du domaine public (moteur) / GPL-2.0-or-later (code) | CC0, CC BY, CC BY-SA                                    | 2D             | Run-and-gun en vue du dessus, avec de la coopération hotseat et un mode mise à mort pour jusqu'à quatre joueurs. |
| Cart Life                       | 2011             | 2017             | Simulation                         | Cart Life's Free License (licence permissive)                 | Cart Life's Free License (licence permissive), Freeware | 2D             | En mars 2014, le code source et le jeu fut rendu disponible gratuitement en ligne par Richard Hofmeier, affirmant qu'il avait fini de supporter le jeu,. Lauréat du prix IGF 2013. Déposé sur GitHub.                                                                                                 |
| Cataclysm: Dark Days Ahead      | 2013             | 2021             | RPG/Roguelike                      | CC BY-SA 3.0                                                  | CC BY-SA 3.0                                            | 2D             | Un roguelike de survie post-apocalyptique avec une jouabilité à deux ouvertures. Financé par une campagne de financement participatif fructueuse sur Kickstarter le 22 juin 2013. |
| Chasse au Wumpus                | 1973             | 1981             | Survival horror/Aventure/puzzle    | Varié (Logiciel du domaine public, GPLv2, MIT)                | Variés (Logiciel du domaine public, GPLv2, MIT)         | 2D             | |
| Chromium B.S.U.                 | 2000             | 2016             | Arcade                             | Artistic                                                      | MIT                                                     | 2D             | Un space-shooter rapide à défilement vertical dans un style arcade. |
| Colobot (en)                    | 2001             | 2021             | RTS, Educational                   | GPL-3.0-or-later                                              | GPL-3.0-or-later                                        | 3D             | Le code-source du jeu original d'EPSITEC SA sortit en mars 2012,. Depuis, le jeu est maintenu par la communauté sous le nom de Colobot: Gold Edition. |
| Colossal Cave Adventure         | 1976             | 1995             | Fiction interactive                | Logiciel du domaine public                                    | Domaine public                                          | Textuel        | La fiction interactive d'origine par William Crowther et Don Woods. |
| Core War                        | 1984             | 1984             | Jeu de programmation               | Plusieurs (domaine public, BSD, GPL)                          | Plusieurs                                               | Textuel        | Original créé par D. G. Jones et A. K. Dewdney, et continué par la communauté. |
| Crossfire                       | 1992             | 2019             | MMORPG                             | GPL-2.0-or-later                                              | GPL-2.0-or-later                                        | 2D             | Crossfire débuta initialement en tant que clone de Gauntlet développé par Frank Tore Johansen à l'Université d'Oslo, en Norvège. |
| Diamond Trust of London         | 2012             | 2012             | TBS                                | Logiciel du domaine public                                    | Domaine public                                          | 2D             | Après une campagne de financement participatif sur Kickstarter, Diamond Trust of London fut développé par Jason Rohrer et publié sur indiePub. Le 28 août 2012, il sortit sur Nintendo DS. Le jeu fut placé dans le domaine public, hébergé sur SourceForge.net, comme la plupart des jeux de Rohrer. |
| DRL (en)                        | 2013             | 2016             | Roguelike                          | GPL-2.0-or-later                                              | CC BY-SA 4.0                                            | 2,5D           | Basé sur Doom et Doom II. |
| Dungeon Crawl Stone Soup        | 2006             | 2022             | Roguelike                          | GPL-2.0-or-later                                              | CC0                                                     | 2D             | Une branche open-source du jeu Dungeon Crawl. |
| Endgame: Singularity (en)       | 2005             | 2020             | Science fiction/ simulation d'IA   | GPL-2.0-or-later                                              | CC BY-SA 3.0                                            | 2D             | Écrit en Python par EMH, puis continué par la communauté. |
| Enigma                          | 2003             | 2014             | Réflexion                          | GPL-2.0-or-later                                              | GPL-2.0-or-later                                        | 2D             | Clone d'Oxyd. |
| Fish Fillets NG (en)            | 2004             | 2011             | Puzzle                             | GPL-2.0-or-later                                              | GPL-2.0-or-later                                        | 2D             | Sorti commercialement sous le nom de Fish Fillets en 1998. Source sortie en 2002 sous GPL-2.0-or-later. |
| FlightGear                      | 1997             | 2022             | Simulateur de vol                  | GPL-2.0-or-later                                              | GPL-2.0-or-later                                        | 3D             | Clone inspiré de Microsoft Flight Simulator. |
| Freeciv                         | 1996             | 2022             | TBS                                | GPL-2.0-or-later                                              | GPL-2.0-or-later                                        | 2D isométrique | Clone de Civilization II. |
| FreeCol                         | 2003             | 2022             | TBS                                | GPL-2.0-or-later                                              | GPL-2.0-or-later                                        | 2D isométrique | Clone de Colonization. |
| FreeDink (en)                   | 2006             | 2019             | RPG                                | GPL-3.0-or-later                                              | GPL-3.0-or-later                                        | 2D             | |
| Friday Night Funkin'            | 2020             | 2021             | Rythme                             | Licence MIT (moteur) / Licence Apache 2.0 (jeu)               | Licence Apache 2.0 (peut être non-commerciale)          | 2D             | Un jeu 2D de rythme, avec une jouabilité réminiscente de Dance Dance Revolution et des ésthétiques réminiscentes des jeux par navigateur du début des années 2000. |
| Frozen Bubble                   | 2002             | 2008             | Puzzle                             | GPL-2.0-only                                                  | GPL-2.0-only                                            | 2D             | Clone de Puzzle Bobble. |
| Gang Garrison 2 (en)            | 2008             | 2019             | Shooter                            | Proprietaire (moteur) / MPLv2 (code)                          | MPLv2                                                   | 2D             | Un "demake" rétro de Team Fortress 2. Le projet fut précédemment sous GPLv3. |
| Glest                           | 2004             | 2008             | RTS                                | GPL-3.0-or-later                                              | CC BY-SA 3.0                                            | 3D             | Jeu de stratégie en temps réel 3D avec deux factions, IA, et prise en charge de la mise en réseau sur la même plate-forme. Développement cessé en 2008. Deux branches existent: MegaGlest et Glest Advanced Engine.                                                                                   |
| Globulation 2 (en)              | 2008             | 2009             | RTS                                | GPL-3.0-or-later                                              | GPL-3.0-or-later                                        | 2D             | En open beta en date de 2019. |
| GLtron                          | 2003             | 2016             | Course                             | GPL-2.0-or-later                                              | GPL-2.0-or-later                                        | 3D             | Basé sur la séquence lightcycle du film Tron. |
| GNOME Games                     | 1997             | 2021             | Varié                              | GPL-3.0-or-later                                              | GPL-3.0-or-later                                        |                | Une collection de jeux accompagnant le reste de l’environnement de bureau GNOME. |
| GNU Chess                       | 1984             | 2021             | Échecs                             | GPL-3.0-or-later                                              | GPL-3.0-or-later                                        | 2D             | Moteur d'échecs développé par le projet GNU. |
| GNU Go                          | 1999             | 2009             | Go                                 | GPL-3.0-or-later                                              | GPL-3.0-or-later                                        | 2D             | Moteur de Go développé par le projet GNU. |
| Hedgewars                       | 2006             | 2019             | Artillerie                         | GPL-2.0-or-later                                              | GPL-2.0-or-later                                        | 2D             | Un jeu fortement inspiré de Worms. |
| HyperRogue (en)                 | 2011             | 2021             | Puzzle/Roguelike/Éducatif          | GPL-2.0-or-later                                              | GPL-2.0-or-later                                        | Hyperbolique   | Roguelike de réflexion sur un avion hyperbolique. |
| kiki the nano bot (en)          | 2003             | 2007             | Puzzle                             | Logiciel du domaine public                                    | Domaine public                                          | 3D             | Mélange de Sokoban et de Kula World. |
| Lincity                         | 1999             | 2013             | City-builder                       | GPL-2.0-only                                                  | GPL-2.0-only                                            | 2,5D           | Clone de SimCity. |
| Liquid War                      | 1995             | 2015             | Labyrinthe                         | GPL-3.0-or-later                                              | GPL-3.0-or-later                                        | 2D             | Jeu 2D où le joueur contrôle des particules et les déplacent pour vaincre le côté adverse. |
| Lugaru                          | 2005             | 2017             | Jeu d'action/TPS                   | GPL-2.0-or-later                                              | CC BY-SA                                                | 3D             | Un jeu de Wolfire Games où le joueur est un lapin anthropomorphe qui cherche à se venger lorsqu'un groupe de lapins ennemis tue sa famille. |
| Maelstrom (en)                  | 1992             | 2010             | Shoot 'em up                       | GPL-2.0-only                                                  | CC-BY 3.0                                               | 2D             | |
| Mari0                           | 2012             | 2018             | Jeu de plates-formes               | Licence zlib (moteur) / Licence MIT (code)                    | MIT                                                     | 2D             | Remake de Super Mario Bros. avec des éléments de Portal. |
| MegaGlest (en)                  | 2010             | 2016             | RTS                                | GPL-3.0-or-later                                              | CC BY-SA 3.0                                            | 3D             | Jeu de stratégie en temps réel 3D pour jusqu'à huit joueurs (peuvent être contrôlés par IA) sur sept factions. MegaGlest est une branche de Glest. |
| Minetest                        | 2010             | 2022             | Sandbox, Survie                    | zlib (moteur) / LGPL-2.1-or-later (code)                      | LGPL-2.1-or-later                                       | 3D             | Un moteur voxel pour des jeux de construction similaires à Infiniminer et Minecraft. |
| Moria                           | 1983             | 1999             | RPG/Roguelike                      | GPL-2.0-only,                                                 | GPL-2.0-only                                            | 2D             | RPG Roguelike fortement basé sur la nouvelle Le Seigneur des anneaux de J. R. R. Tolkien. |
| NetHack                         | 1987             | 2020             | RPG/roguelike                      | NetHack GPL                                                   | NetHack GPL                                             | Textuel        | Jeu d'exploration de donjon solo. |
| Netrek (en)                     | 1988             | 2020             | Shoot 'em up                       | MIT                                                           | MIT                                                     | 2D             | Un successeur de Xtrek de 1986, Netrek fut joué pour la première fois en 1988. Ce fut le troisième jeu sur internet, la première équipe de jeu internet, et est en date de 2022 le plus vieux jeu Internet toujours activement joué.                                                                  |
| Nexuiz                          | 2005             | 2009             | FPS                                | GPL-2.0-or-later                                              | GPL-2.0-or-later                                        | 3D             | Branche de Xonotic. |
| No Gravity (en)                 | 1997?            | 2005             | Space shooter                      | GPL-2.0-or-later                                              | GPL-2.0-or-later                                        | 3D             | Code source du jeu inspiré de Wing Commander sorti par realtech VR le 16 février 2005. |
| One Hour One Life (en)          | 2018             | 2018             | Survie                             | Domaine public                                                | Domaine public                                          | 2D             | Jeu co-op de survie multijoueur. |
| Oolite                          | 2006             | 2020             | Simulateur de vol spatial          | GPL-2.0-or-later                                              | Licencié sous GPL-2.0-or-later et CC-BY-NC-SA-3.0       | 3D             | Clone d'Elite. |
| OpenArena                       | 2005             | 2012             | FPS                                | GPL-2.0-or-later                                              | GPL-2.0-or-later                                        | 3D             | Clone de Quake III. |
| OpenCity                        | 2003             | 2008             | City-builder                       | GPL-2.0-or-later                                              | GPL-2.0-or-later                                        | 3D             | Clone de SimCity. |
| OpenClonk (en)                  | 2010             | 2018             | Jeu d'action, Plates-formes        | ISC                                                           | CC BY                                                   | 2D             | Successeur de la série shareware Clonk. |
| OpenTTD                         | 2005             | 2022             | Simulation économique              | GPL-2-0-only                                                  | GPL-2-0-only, GPL-2-0-or-later, CC BY-SA 3.0, CDDL 1.1  | 2D             | Clone open-source de Transport Tycoon Deluxe. |
| Passage                         | 2007             | 2007             | Side-scroller                      | Logiciel du domaine public                                    | Domaine public                                          | 2D             | En 2007, Rohrer distribua le code source et les composantes du jeu dans le domaine public, tout en demandant des dons (donationware) et vendant la version iOS pour 0,99$. |
| Pingus                          | 1998             | 2011             | Puzzle                             | GPL-3.0-or-later                                              | GPL-3.0-or-later                                        | 2D             | Clone de Lemmings. |
| Pinball Construction Set        | 1982             | 1983             | Flipper, outil de création de jeux | MIT                                                           | MIT                                                     | 2D             | Premier outil de création de jeu vidéo, et l'un des premiers jeux distribués par Electronic Arts. |
| Pioneer (en)                    | 2006             | 2022             | Space sim                          | GPL-3.0-only                                                  | CC BY-SA                                                | 3D             | Inspiré par Frontier: Elite II. |
| PokerTH                         | 2006             | 2017             | Cartes                             | AGPL-3.0-or-later                                             | AGPL-3.0-or-later                                       | 2D             | Jeu de poker open-source virtuel. |
| Red Eclipse (en)                | 2011             | 2019             | FPS                                | Licence zlib                                                  | CC-BY-SA                                                | 3D             | Une branche de Cube 2: Sauerbraten, avec des graphismes améliorés et un style de jeu qui incorpore du parkour. |
| Rigs of Rods                    | 2005             | 2022             | Simulation de véhicule             | GPL-3.0-or-later                                              | GPL-3.0-or-later                                        | 3D             | Rigs of Rods fut inititialement conçu en tant que simulateur de camion tout terrain, mais devint un jeu sandbox de physique polyvalent. |
| Rocks'n'Diamonds (en)           | 1995             | 2018             | Puzzle                             | GPL-2.0-only                                                  | GPL-2.0-only                                            | 2D             | Un jeu vidéo de tuiles à scrolling qui peut être décrit comme étant un clone combiné de Boulder Dash, Supaplex, Emerald Mine, et Sokoban. |
| Ryzom                           | 2004             | 2022             | MMORPG                             | AGPL-3.0-or-later                                             | CC BY-SA 3.0                                            | 3D             | Toutes les textures et effets, modèles 3D, animations, personnages et vêtements (aucune musique ou son) sont sous licence CC BY-SA. |
| Scorched 3D                     | 2001             | 2014             | Jeu vidéo d'artillerie             | GPL-2.0-or-later                                              | GPL-2.0-or-later                                        | 3D             | Clone de Scorched Earth. |
| Secret Maryo Chronicles         | 2003             | 2014             | Plates-formes                      | GPL-3.0-or-later                                              | GPL-3.0-or-later                                        | 2D             | Jeu de plate-formes 2D inspiré par la série Super Mario. |
| The Secret Chronicles of Dr. M. | 2017             | 2020             | Plates-formes                      | GPL-3.0-or-later                                              | GPL-3.0-or-later                                        | 2D             | Jeu de plate-formes 2D inspiré par la série Super Mario. |
| Seven Kingdoms                  | 1997             | 2017             | RTS                                | GPL-2.0-or-later                                              | GPL-2.0-or-later                                        | 2D             | Code source sorti en 2009. |
| Simutrans                       | 1997             | 2022             | Simulation économique              | Artistic                                                      | Artistic                                                | 2D             | Similaire à Transport Tycoon et à son clone open-source OpenTTD. Le joueur doit construire un système de transport profitable. |
| Sintel The Game (en)            | 2012             | 2012             | RPG                                | GPL                                                           | CC BY, GPL                                              | 3D             | Un jeu basé sur le film Sintel de la Fondation Blender . |
| Soldat                          | 2002             | 2020             | Action                             | Licence MIT                                                   | CC-BY 4.0                                               | 2D             | Le 26 mai 2020, le code source de Soldat fut distribué sous licence MIT sur GitHub. |
| Sopwith                         | 1984             | 2014             | Shoot 'em up                       | GPL                                                           | GPL                                                     | 2D             | Le code source en C et x86 de Sopwith fut distribué en 2000, d'abord sous une licence d'utilisation non commerciale, puis sous GNU GPL à la demande des fans. |
| Speed Dreams                    | 2010             | 2021             | Sim racing                         | GPL-2.0-or-later                                              | Licence Art Libre                                       | 3D             | Devint une branche de TORCS fin 2008. |
| StepMania                       | 2001             | 2018             | Rythme                             | MIT                                                           | MIT                                                     | 2D, 3D         | Un clone de DDR. |
| SuperTux                        | 2003             | 2021             | Plates-formes                      | GPL-3.0-or-later                                              | Varié                                                   | 2D             | Jeu de plate-formes 2D inspiré par la série Super Mario. |
| SuperTuxKart                    | 2006             | 2021             | Course                             | GPL-3.0-or-later                                              | Varié                                                   | 3D             | Jeu de course d'arcade similaire à Mario Kart. |
| Teeworlds                       | 2007             | 2020             | Plates-formes                      | Licence zlib                                                  | CC BY-SA 3.0 (sauf la typographie)                      | 2D             | Shooter à défilement horizontal multijoueur en ligne. |
| Tenés Empanadas Graciela        | 1996             | 2021             | TBS                                | GPL-2-0-only                                                  | GPL-2-0-only                                            | 2D             | Basé sur le jeu de société Risk. |
| The Castle Doctrine             | 2014             | 2014             | MMO                                | Logiciel du domaine public                                    | Domaine public                                          | 2D             | Un jeu de Jason Rohrer, développé sur un dépôt SourceForge.net et vendu sur Steam pour 15,99$. |
| The Powder Toy                  | 2010             | 2021             | Sandbox                            | GPL-3.0-only                                                  | GPL-3.0-only                                            | 2D             | Jeu de type Falling-sand. |
| Tremulous                       | 2006             | 2009             | FPS                                | GPLv2                                                         | CC BY-SA 2.5                                            | 3D             | Alien vs. human base-building, defending, and attacking the opposing team. |
| TripleA                         | 2002             | 2020             | TBS                                | GPL-3.0-or-later                                              | GPL-3.0-or-later                                        | 2D             | Un jeu de stratégie au tour par tour inspiré par le jeu de société Axis & Allies. Son développement continue. |
| TuxMath                         | 2001             | 2011             | Jeu éducatif                       | GPL-3.0-or-later                                              | GPL-3.0-or-later                                        | 2D             | |
| Tux Racer                       | 2000             | 2009             | Course                             | GPL-2.0-or-later                                              | GPL-2.0-or-later                                        | 3D             | Un jeu vidéo de course avec Tux, la mascotte de Linux. |
| UFO: Alien Invasion             | 2006             | 2016             | TBТ                                | GPL-2.0-or-later                                              | GPL-2.0-or-later, CC BY-SA 3.0                          | 3D             | Inspiré par la série des X-COM mais avec du combat en 3D sur la surface de la Terre. |
| UltraStar Deluxe                | 2007             | 2020             | Musical                            | GPL-2.0-or-later                                              | GPL-2.0-or-later                                        | 2D             | Clone de SingStar. |
| Unknown Horizons                | 2008             | 2019             | City-builder                       | GPL-x2.0-or-later                                             | GPL-2.0-or-later, CC BY-SA 3.0, OFLv1                   | 2D isométrique | Mélange de city-builder et de Jeu de stratégie en temps réel, inspiré par la série Anno. |
| Unvanquished                    | 2012             | 2022             | FPS                                | BSD 3-clause, GPLv3+                                          | CC BY-SA 2.5                                            | 3D             | FPS en équipe avec des éléments importants de stratégie en temps réel, dérivés du projet Tremulous. |
| Vega Strike                     | 2008             | 2012             | Space sim                          | GPL-2.0-or-later                                              | GPL-2.0-or-later                                        | 3D             | Clone de Wing Commander: Privateer et moteur de simulation spatiale. |
| Veloren                         | 2018             | 2022             | MMORPG                             | GPL-3.0-only                                                  | GPL-3.0-only                                            | 3D             | Jeu open-world et open-source MMORPG écrit avec le langage Rust. |
| Warzone 2100                    | 1999             | 2022             | RTS, RTT                           | GPL-2.0-or-later                                              | GPL-2.0-or-later, CC0, autres open-source               | 3D             | Jeu de stratégie en temps réel post-apocalyptique. |
| Widelands                       | 2002             | 2021             | RTS                                | GPL-2.0-or-later                                              | GPL-2.0-or-later                                        |                | Widelands est un clone RTS de The Settlers II. |
| WorldForge                      | 1998             | 2014             | MMORPG                             | GPL-3.0-or-later                                              | GPL-2.0-or-later                                        | 3D             | Un framework open-source pour les jeux en ligne massivement multijoueurs. |
| Worms?                          | 1983             | 1983             | Jouet logiciel                     | MIT                                                           | MIT                                                     | 2D             | Une version interactive des vers de Paterson, et l'un des premiers jeux distribués par Electronic Arts. |
| Xconq (en)                      | 1987             | 2005             | TBS                                | GPL-2.0-or-later                                              | GPL-2.0-or-later                                        |                | Moteur de jeu 4X. |
| X-Moto                          | 2005             | 2020             | Plateformes                        | GPL-2.0-or-later                                              | GPL-2.0-or-later                                        | 2D             | Clone d'Elasto Mania. |
| Xonotic                         | 2010             | 2022             | FPS                                | GPL-2.0-or-later                                              | GPL-2.0-or-later                                        | 3D             | Une branche et successeur de Nexuiz. Les fichiers binaires pour Linux et Windows sont sous GPLv3+. |
| XPilot                          | 1992             | 2010             | Arcade                             | GPL-2.0-or-later                                              | GPL-2.0-or-later                                        | 2D             | Un jeu multijoueur de type Asteroids. |
| Yo Frankie!                     | 2008             | 2009             | Action-aventure                    | GPL-2.0-or-later, LGPLv2.1                                    | CC BY 3.0                                               | 3D             | |

## Jeux open-source avec des données non libres
Seuls les moteurs de jeu présents dans ce tableau sont sous une licence open-source, ce qui signifie que la réutilisation et la modification n'est permise que sur le code. Étant donné que certains contenus des jeux créés par les développeurs (son, graphismes, vidéo et autres) sont propriétaires ou limités, les jeux en entier sont non libres et limités (dépendant de la licence du contenu). La motivation des développeurs à garder leur propre contenu de jeu non libre alors qu'ils diffusent le code source peut être de protéger le jeu en tant que produit commercial vendable. Cela pourrait aussi être la prévention de la commercialisation d'un produit gratuit dans le futur (par exemple, s'il est distribué sous une licence non-commerciale telle que CC NC). En remplaçant du contenu non libre avec du contenu libre, ces jeux pourraient aussi devenir complètement gratuits. En pratique, beaucoup de projets incluent un mélange de leur propre contenu libre et non libre.
| Titre                  | Première version | Dernière version | Genre                       | Licence du moteur                                                  | Licence du contenu                      | Dimensions | Autres informations |
| ---------------------- | ---------------- | ---------------- | --------------------------- | ------------------------------------------------------------------ | --------------------------------------- | ---------- | --- |
| Angband                | 1990             | 2016             | Roguelike                   | GPLv2                                                              | GPLv2, Propriétaire                     | Textuel    | |
| AssaultCube            | 2006             | 2013             | FPS                         | zlib                                                               | Freeware                                | 3D         | Basé sur Cube. Un FPS en ligne léger (45-50 MB), avec un créateur de carte et capable d'être joué sur une connexion 56k. |
| C-evo                  | 1999             | 2013             | TBТ, 4X                     | Logiciel du domaine public                                         | Propriétaire                            | 2D         | Inspiré par Civilization |
| Alien Arena            | 2004             | 2011             | FPS                         | GPL                                                                | Propriétaire                            | 3D         | Basé sur le moteur open-source ID Software. |
| Cube                   | 2002             | 2005             | FPS                         | zlib                                                               | Propriétaire                            | 3D         | Jouabilité multijoueur de style mise à mort avec un éditeur de carte. |
| Cube 2: Sauerbraten    | 2004             | 2020             | FPS                         | zlib                                                               | Plusieurs licences libres et non-libres | 3D         | Jouabilité multijoueur de style mise à mort avec un éditeur de carte. |
| Doom                   | 1993             | 1997             | FPS                         | GPL                                                                | Shareware                               | 2,5D       | Le code source du moteur de jeu fut distribué le 23 décembre 1997. |
| Frets on Fire          | 2006             | 2008             | Musical                     | GPL                                                                | GPL, Propriétaire                       | 3D         | Clone de Guitar Hero. |
| Frogatto and Friends   | 2010             | 2013             | Plateformes                 | Licence Zlib                                                       | Propriétaire                            | 2D         | Initialement pour Windows, Linux, et Mac; langage de script inclus. |
| Gravity Bone           | 2008             | 2009             | Plateformes                 | GPLv2                                                              | Freeware                                | 3D         | Brendon Chung développa ce jeu sur la base du moteur Quake II et sortit alors le code source du jeu en 2008. Porté sur Linux et sur la console portable OpenPandora. |
| H-Craft Championship   | 2007             | 2015             | Course                      | zlib                                                               | Gratuit pour un usage personnel         | 3D         | Jeu de course de SF pour Linux, Windows et Android utilisant le moteur Irrlicht. |
| Hammerfight            | 2009             | 2011             | Combat basé sur la physique | zlib                                                               | Commerciale                             | 2D         | Pour le troisième Humble Indie Bundle, Ryan C. Gordon porta le moteur de jeu sous-jacent, "Haaf's Game Engine", vers Linux et Mac OS X, et sortit le code source sous la licence Zlib,. |
| Katawa Shōjo           | 2012             | 2012             | Visual Novel                | Licence MIT (la plupart du jeu et le moteur avec quelques scripts) | CC BY-NC-ND                             | 2D         | |
| Narcissu               | 2005             | 2005             | Visual novel                | GPL                                                                | Freeware/PFSL                           | 2D         | Une visual novel gratuite par le groupe dōjin stage-nana, racontant l'histoire d'un homme et d'une femme tous les deux en maladie terminale. La version anglophone fut faite avec le moteur ONScripter. |
| osu!                   | 2007             | 2022             | Rythme                      | Licence MIT                                                        | CC BY-NC 4.0                            | 2D         | Clone open-source de plusieurs jeux, incluant Osu! Tatakae! Ouendan!, Taiko no Tatsujin et Beatmania IIDX. Le 28 août 2016, osu! devint open-source sous la licence MIT sur GitHub, avec ses composantes sous CC BY-NC,. Le but est de rendre osu!,écrit en C# avec .NET Framework, disponible sur plus de plateformes et transparent.            |
| Overgrowth             | 2008             | 2017             | Action                      | Licence Apache 2.0                                                 | Propriétaire                            | 3D         | Code source distribué le 22 avril 2022. |
| PlaneShift             | 2001             | 2016             | MMORPG                      | GPL                                                                | Propriétaire                            | 3D         | |
| OpenJK                 | 2003             | 2020             | TPS                         | GPLv2                                                              | Propriétaire                            | 3D         | Le code source sortit sous GPLv2 par Raven Software et Activision après la dissolution de Lucas Arts en 2013. |
| Steel Storm: Episode I | 2010             | 2010             | Action                      | GPLv2                                                              | CC BY-NC-SA 3.0                         |            | Basé sur DarkPlaces. Un shooter à défilement vertical, avec des modes solo, mise à mort, et co-op. |
| Smokin' Guns           | 2009             | 2012             | FPS                         | GPLv2                                                              | Propriétaire                            | 3D         | FPS au style western utilisant le moteur ioquake3. |
| Tales of Maj'Eyal      | 2012             | 2016             | RPG/Roguelike               | GPL-3.0-or-later                                                   | GPL-3.0-or-later, Propriétaire          | 2D         | Développé du début en open-source avec le moteur T4E. Les composantes restent propriétaires pour la commercialisation sur Steam et GOG.com,. |
| The Dark Mod           | 2009             | 2022             | Infiltration                | GPL-3.0-or-later                                                   | CC BY-NC-SA                             | 3D         | Jeu d'infiltration basé sur le style des jeux Thief (1 et 2) utilisant un moteur Id Tech 4 modifié. |
| The Last Eichhof       | 1993             | 1993             | Shoot 'em-up                | Licence "Do whatever your want" (domaine public)                   | Freeware                                | 2D         | Jeu de Shoot 'em-up sorti sur DOS en 1993 par le groupe de développement suisse Alpha Helix. Code source sorti en 1995. |
| The Ur-Quan Masters    | 2002             | 2018             | Action-aventure             | GPL-2.0-or-later                                                   | CC-BY-NC-SA-2.5                         | 2D         | Port source de Star Control 2. |
| The White Chamber      | 2005             | 2006 / 2013      | Aventure                    | Licence MIT (Wintermute Engine) / CC BY-NC-SA (code)               | CC BY-NC-SA / Freeware                  | 2D         | The White Chamber et son code source Wintermute ont été distribués sous la licence CC BY-NC-SA. Cela signifie que quiconque peut partager et modifier le jeu tant que Studio Trophis est credité, n'est pas vendu commercialement, et qu'il soit disponible sous une licence similaire. Le code source des moteurs de Wintermute sortit sous MIT. |
| TORCS                  | 1997             | 2016             | Course                      | GPL                                                                | Licence Art Libre, Propriétaire         | 3D         | Certains modèles de voitures sont non libres, mais il existe une version DFSG qui ne les incluent pas. |
| Urban Terror           | 2000             | 2018             | FPS                         | GPL                                                                | Propriétaire                            | 3D         | Jeu de tir tactique multijoueur basé sur le moteur Id Tech 3. |
| VDrift                 | 2005             | 2012             | Course                      | GPL-3.0-or-later                                                   | GPL-3.0-or-later, Propriétaire          | 3D         | Certaines données sont non libres, comme le modèle de voiture "SV", sous licence CC BY-NC-SA. |
| Warsow                 | 2005             | 2017             | FPS                         | GPL-2.0-or-later                                                   | CC BY-SA 4.0, CC BY-ND 4.0              | 3D         | Un FPS arena avec des combinaisons spéciales de déplacement. |
| World of Padman        | 2007             | 2008             | FPS                         | GPL                                                                | Propriétaire                            |            | Initialement une modification de Quake III. Devint stand-alone en 2007, fonctionne maintenant sur ioquake3. |
| Zero-K                 | 2010             | 2021             | RTS                         | GPL-2.0-or-later                                                   | varié, CC BY-NC-ND 2.0 (audio)          | 3D         | Un jeu RTS multi-plateforme inspiré par Total Annihilation, alimenté par le moteur de jeu Spring. Sorti en 2018 sur Steam. |

## Remakes open-source avec des données non libres de l'original propriétaire
Les remakes de jeu vidéo présents dans ce tableau furent développés sous une licence open-source qui permet habituellement la réutilisation, la modification et la rediffusion commerciale du code. Le contenu requis du jeu (art, données, etc.) est pris d'un jeu propriétaire commercial non libre, ce qui fait que le jeu en entier n'est pas libre. Voir aussi la page Recréation de moteur de jeu.
| Titre            | Première version | Dernière version | Genre              | Licence du moteur | Licence du contenu                                                                                               | Dimensions | Autres informations                                                                           |
| ---------------- | ---------------- | ---------------- | ------------------ | ----------------- | --- | ---------- | --------------------------------------------------------------------------------------------- |
| Arx Libertatis   | 2012             | 2021             | RPG, Immersive sim | GPL-3.0-or-later  | Propriétaire. Arx Fatalis est open-source, mais ses textures et autres composantes sont du contenu propriétaire. | 3D         | Remake moteur d'Arx Fatalis.                                                                  |
| Daggerfall Unity | ?                | 2021             | RPG                | Licence MIT       | Propriétaire. Le jeu utilise du contenu propriétaire de Daggerfall.                                              | 3D         | Remake moteur de The Elder Scrolls II: Daggerfall                                             |
| OpenAge          | ?                | 2021             | RTS                | GPL-3.0-or-later  | Propriétaire. Le jeu utilise du contenu propriétaire d'Age of Empires II                                         | 2D         | Remake moteur pour les jeux de la franchise Age of Empires, en particulier Age of Empires II. |
| OpenMW           | 2008             | 2021             | RPG                | GPL-3.0-or-later  | Propriétaire / CC BY SA (OpenMW Example Suit)                                                                    | 3D         | Remake moteur de The Elder Scrolls III: Morrowind.                                            |
| OpenRA           | 2009             | 2020             | RTS                | GPL-3.0-or-later  | Propriétaire. Utilise du contenu propriétaire des jeux Command and Conquer.                                      | 2D         | Remake moteur pour les jeux de la franchise Command and Conquer, en particulier Alerte rouge. |
| OpenRCT2         | 2014             | 2021             | Simulation         | GPL-3.0-or-later  | Propriétaire. Utilise du contenu propriétaire de Rollercoaster Tycoon 2 et des packs d'extension si choisis.     | 2D         | Remake moteur de Rollercoaster Tycoon 2                                                       |
| OpenXcom         | 2009             | 2020             | TBТ                | GPL-3.0-or-later  | Propriétaire. Utilise du contenu propriétaire de X-COM: UFO Defense ou de Terror from the Deep.                  | 2D         | Remake moteur pour les jeux de la franchise X-COM, en particulier X-COM: UFO Defense.         |

## Jeux à sources consultables
Les jeux de cette table ont leur source consultable, mais ne sont ni open-source selon la définition de l'OSI ni gratuits selon la Free Software Foundation. Ces jeux sont distribués sous une licence avec des droits limités pour son utilisateur. Par exemple, seuls les droits de lire et de modifier la source du jeu pour un usage personnel ou éducatif, mais aucun pour la réutilisation en dehors du contexte d'origine du jeu, sont accordés. Des licences typiques dont celles non-commerciales de Creative Commons (comme CC BY-NC-SA), MAME like ou plusieurs licences à source partagée.
| Titre                 | Première version | Dernière version    | Genre                                          | Licence du moteur                     | Licence du contenu                                    | Dimensions  | Autres informations |
| --------------------- | ---------------- | ------------------- | ---------------------------------------------- | ------------------------------------- | ----------------------------------------------------- | ----------- | --- |
| Alien Swarm           | 2010             | 2010                | Shooter                                        | Utilisation et partage non-commercial | Freeware                                              | 3D          | En 2010 Valve sortit ce jeu Source avec son code source, qui était initialement un mod. |
| Bugdom                | 1999             | 2003                | Jeu de plate-formes                            | CC BY-NC-SA 4.0                       | CC BY-NC-SA 4.0                                       | 3D          | Distribué sous une licence non-commerciale en 2020. |
| Hero Core             | 2010             | 2013                | Shooter                                        | Non-commerciale, attribution requise  | Freeware                                              | 2D          | Vers 2013, Daniel Remar sortit le code source GameMaker du jeu, avec les sources de ses autres jeux comme Iji. |
| Flow                  | 2006             | 2009                | Simulation de vie                              | ? (buts éducatifs)                    | Freeware                                              | 2D (calqué) | Vers 2009, le code source flash fut rendu disponible pour des buts éducatifs par les développeurs. |
| Fortress Forever      | 2007             | 2018                | FPS                                            | Propriétaire                          |                                                       | 3D          | Successeur Source non-officiel et open-source de Team Fortress Classic. |
| I Wanna Be the Guy    | 2007             | 2011                | Jeu de plate-formes                            | Propriétaire                          | Freeware                                              | 2D          | Le 9 novembre 2011, le développeur Michael "Kayin" O'Reilly sortit le code source sous sa propre licence logicielle (interdisant du nouveau contenu),, ce qui permettait à la communauté de créer des patch et des correctifs. |
| Jump 'n Bump          | 1998             | 1999                | Deathmatch, Platformer                         | Emailware                             | Emailware                                             | 2D          | Le code source sortit en 1999, puis son code source fut porté vers plusieurs autres systèmes d'exploitation et de plate-formes via SDL. |
| Larn                  | 1986             | 2016                | Roguelike                                      | Non-commerciale                       | Freeware                                              | Texte       | |
| Noctis                | 2000             | 2003                | Jeu de plate-formes                            | Licence publique WTOF                 | Freeware                                              | 3D          | |
| Notrium (en)          | 2003             | 2008                | Top-down shooter de survie                     | Licence FOSS personnalisée / GPLv3    | Licence FOSS personnalisée / Freeware                 | 2D          | Le code source du jeu fut distribué par le développeur après 2003 sous une licence de logiciel personnalisée, et est depuis développé sous le nom d'OpenNotrium sur GitHub, avec du nouveau sous GPLv3. |
| Prince of Persia      | 1989             | 1989                | platformer cinématographique / Action-aventure | Propriétaire                          | Propriétaire                                          | 2D          | Le 17 avril 2012, Jordan Mechner distribua le code source du jeu Apple II sur GitHub. |
| Progress Quest        | 2002             | 2011                | MMORPG parodique                               | Propriétaire                          | Freeware                                              | 2D          | Le 20 mai 2011, Eric Fredricksen distribua le code source du jeu sur bitbucket,. |
| Racer                 | 2003             | 2011 (propriétaire) | Sim racing                                     | Propriétaire                          | Propriétaire, Freeware                                |             | Seul le code source de la version 0.5 est disponible, toutes les autres versions sont non libres. |
| Space Engineers       | 2013             | 2018                | Sandbox, simulation                            | Distribution en tant que mod permise  | Propriétaire                                          | 3D          | |
| Space Station 13 (en) | 2003             | 2022                | RPG                                            | Propriétaire                          | GNU AGPLv3 / CC BY-NC-SA / Autres (dépend du serveur) | 2D          | Plusieurs serveurs différents existent, chacune ayant une licence et une base de code différentes. |
| Spelunky              | 2008             | 2009                | Platformer                                     | Non-commerciale                       | Freeware                                              | 2D          | Le code source de la version Windows 2008 freeware fut publiée le 25 décembre 2009, sous une licence de logiciel permettant la distribution et la modification non-commerciales. À partir de ce code, la communauté du jeu créa un patch qui ajoutait le support sur Mac OS X,. Le code source du remake de 2012 n'a pas été rendu disponible. |
| Visual Pinball (en)   | 2000             | 2019                | Éditeur de Pinball et jeu                      | MAME like                             | divers                                                | 3D          | Plusieurs tables personnalisées gratuites et des recréations de machines d'origines sont disponibles. Le programme est également capable d'opérer avec Visual PinMAME. |
| VVVVVV                | 2010             | 2020                | Jeu de plate-formes                            | Attribution requise                   | Propriétaire                                          | 2D          | Lors du dixième anniversaire de la sortie du jeu en janvier 2020, le développeur Terry Cavanagh rendit son code source disponible publiquement sur GitHub. |